# Liste der finnischen Botschafter in Kanada
Liste der finnischen Botschafter in Kanada.
| Ernennung Akkreditierung (Diplomatie) | Name                       | Bemerkungen | ernannt von          | akkreditiert zur Zeit der Regierung von | Posten verlassen |
| ------------------------------------- | -------------------------- | ----------- | -------------------- | --------------------------------------- | ---------------- |
| 1948                                  | Urho Toivola               |             | Juho Kusti Paasikivi | Louis Saint-Laurent                     | 1952             |
| 1952                                  | Hans Martola               |             | Juho Kusti Paasikivi | Louis Saint-Laurent                     | 1954             |
| 1954                                  | Sigurd Valdemar von Numers | (1903–1983) | Juho Kusti Paasikivi | Louis Saint-Laurent                     | 1959             |
| 1959                                  | Artturi Lehtinen           |             | Urho Kekkonen        | John Diefenbaker                        | 1964             |
| 1964                                  | Torsten Tikanvaara         |             | Urho Kekkonen        | Lester Pearson                          | 1967             |
| 1967                                  | Reino Palas                |             | Urho Kekkonen        | Lester Pearson                          | 1968             |
| 1969                                  | Lennart Sumelius           |             | Urho Kekkonen        | Pierre Trudeau                          | 1974             |
| 1974                                  | Niilo Pusa                 |             | Urho Kekkonen        | Pierre Trudeau                          | 1979             |
| 1979                                  | Ossi Sunell                |             | Urho Kekkonen        | Joe Clark                               | 1982             |
| 1983                                  | Kurt Uggeldahl             |             | Mauno Koivisto       | Pierre Trudeau                          | 1985             |
| 1985                                  | Jaakko Blomberg            |             | Mauno Koivisto       | Brian Mulroney                          | 1988             |
| 1988                                  | Erkki Mäentakanen          |             | Mauno Koivisto       | Brian Mulroney                          | 1991             |
| 1991                                  | Erik Heinrichs             |             | Mauno Koivisto       | Brian Mulroney                          | 1995             |
| 1995                                  | Veijo Sampovaara           |             | Martti Ahtisaari     | Jean Chrétien                           | 2000             |
| 2000                                  | Ilkka Ristimäki            |             | Tarja Halonen        | Jean Chrétien                           | 2004             |
| 2004                                  | Pasi Patokallio            |             | Tarja Halonen        | Paul Martin                             | 2008             |
| 15. Sep. 2008                         | Risto Piipponen            |             | Tarja Halonen        | Stephen Harper                          |                  |